# Leskovec nad Moravicí
Leskovec nad Moravicí é uma comuna checa localizada na região de Morávia-Silésia, distrito de Bruntál‎.